# Li Xiang One

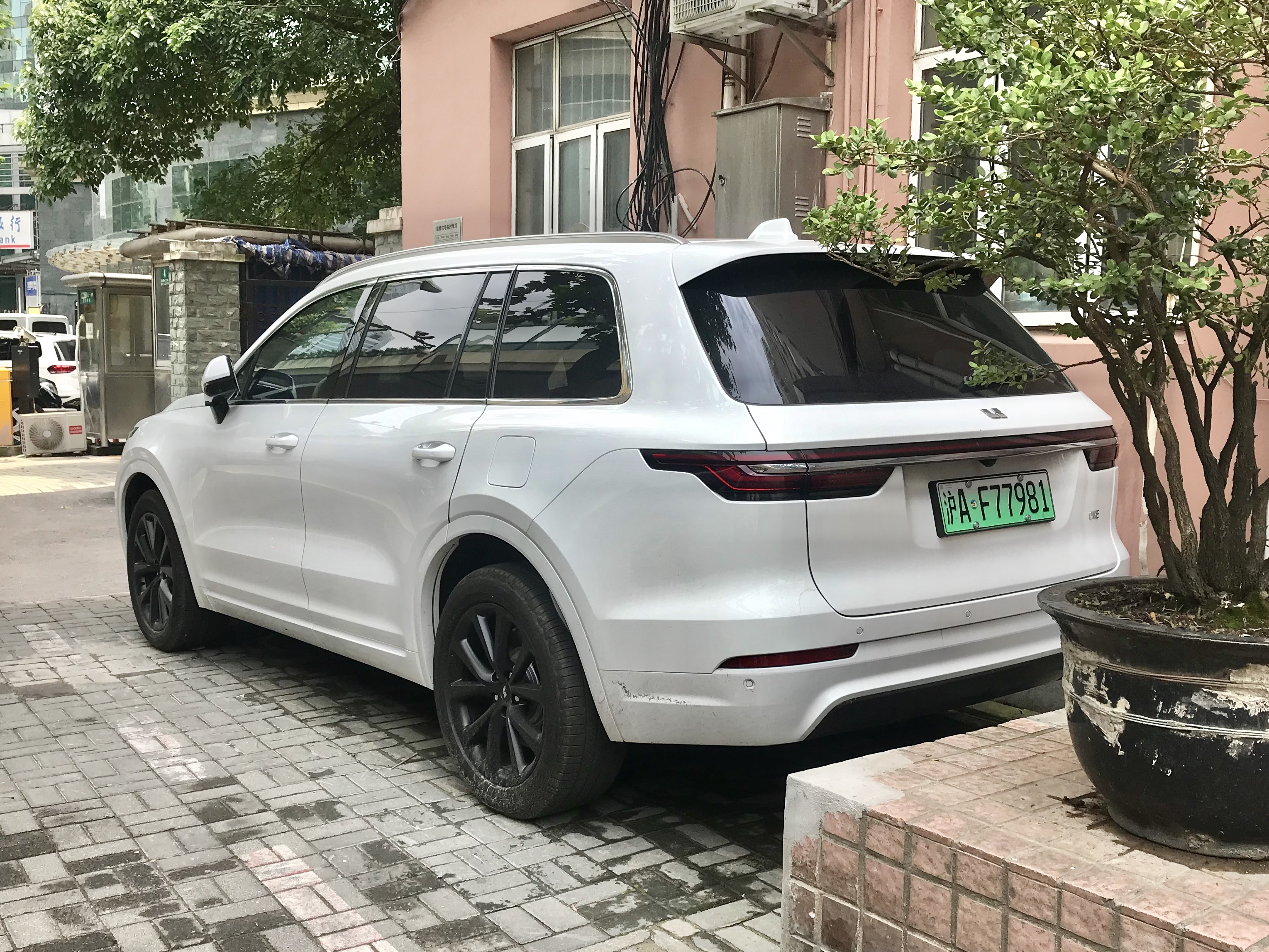
Heckansicht

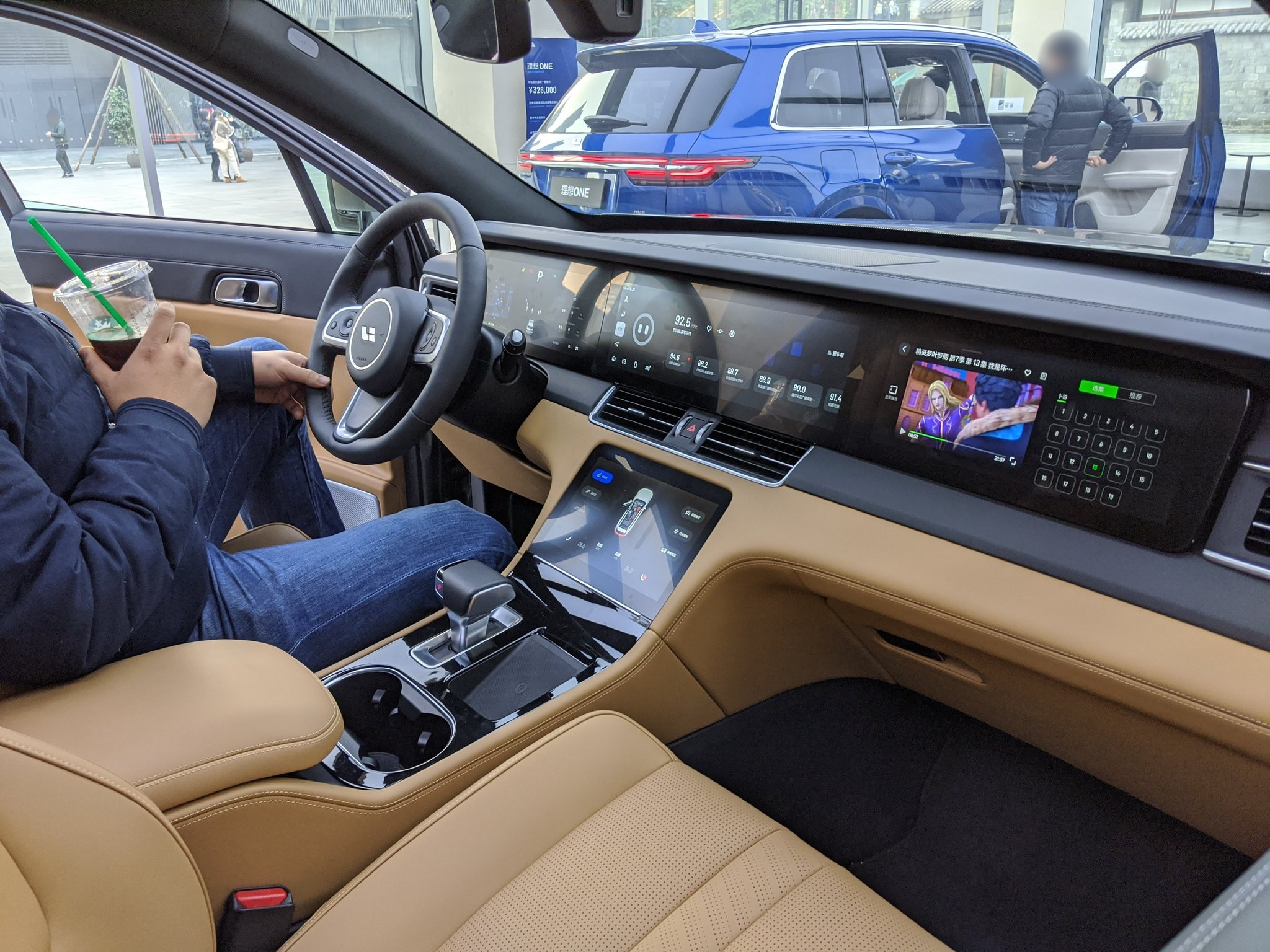
Innenansicht

Der Li Xiang One ist das erste Fahrzeug des chinesischen Automobilherstellers Li Xiang.

## Geschichte
Vorgestellt wurde das Sport Utility Vehicle im April 2019 auf der Shanghai Auto Show. Zwischen November 2019 und Juni 2023 wurde das Plug-in-Hybrid-Fahrzeug in Changzhou in Serie gebaut. Anfang 2020 wurden die ersten Fahrzeuge in China ausgeliefert. Insgesamt sollen mehr als 200.000 One gefertigt worden sein. Erhältlich war das Modell mit sechs oder sieben Sitzplätzen. Das Nachfolgemodell ist der Li Xiang L8.
Als Konkurrenzmodelle gelten unter anderem der BYD Tang und der Nio ES8.

## Technik
Angetrieben wird das SUV von einem Elektromotor an der Vorderachse und einem Elektromotor an der Hinterachse. Dadurch hat das Fahrzeug Allradantrieb. Als Energiespeicher dient ein 40,5 kWh großer Akkumulator, der dem Li Xiang One eine elektrische Reichweite nach NEFZ von bis zu 188 km ermöglicht. Zusätzlich ist ein 96 kW (131 PS) starker 1,2-Liter-Reihendreizylinder-Ottomotor verbaut, der ausschließlich als Reichweitenverlängerer dient. Die Gesamtreichweite wird nach NEFZ mit bis zu 892 km angegeben. Auf 100 km/h soll das SUV in 6,5 Sekunden beschleunigen, die Höchstgeschwindigkeit wird bei 172 km/h elektronisch begrenzt.

### Technische Daten
|                                                     | Li Xiang One                    | Li Xiang One                    |
| --------------------------------------------------- | ------------------------------- | ------------------------------- |
| Bauzeitraum                                         | 11/2019–05/2021                 | 05/2021–06/2023                 |
| Motorkenndaten                                      |                                 |                                 |
| Motortyp                                            | 2 Elektromotoren + R3-Ottomotor | 2 Elektromotoren + R3-Ottomotor |
| Hubraum                                             | 1199 cm³                        | 1199 cm³                        |
| max. Leistung E-Motor vorn                          | 100 kW (136 PS)                 | 100 kW (136 PS)                 |
| max. Leistung E-Motor hinten                        | 140 kW (190 PS)                 | 145 kW (197 PS)                 |
| max. Leistung Verbrennungsmotor bei min−1           | 96 kW (131 PS) bei 5500/min     | 96 kW (131 PS) bei 5500/min     |
| max. Systemleistung                                 | 240 kW (326 PS)                 | 245 kW (333 PS)                 |
| max. Drehmoment E-Motor vorn                        | 240 Nm                          | 240 Nm                          |
| max. Drehmoment E-Motor hinten                      | 290 Nm                          | 215 Nm                          |
| max. Drehmoment Verbrennungsmotor bei min−1         | k. A.                           | k. A.                           |
| max. Systemdrehmoment                               | 530 Nm                          | 455 Nm                          |
| Kraftübertragung                                    |                                 |                                 |
| Antrieb                                             | Allradantrieb                   | Allradantrieb                   |
| Getriebe, serienmäßig                               | Planetengetriebe                | Planetengetriebe                |
| Messwerte                                           |                                 |                                 |
| Leergewicht                                         | 2300 kg                         | 2300 kg                         |
| Höchstgeschwindigkeit                               | 172 km/h (abgeregelt)           | 172 km/h (abgeregelt)           |
| Beschleunigung, 0–100 km/h                          | 6,5 s                           | 6,5 s                           |
| Kraftstoffverbrauch auf 100 km nach NEFZ kombiniert | k. A.                           | k. A.                           |
| Tankinhalt                                          | 45 l                            | 55 l                            |
| Batteriekapazität                                   | 40,5 kWh                        | 40,5 kWh                        |
| elektrische Reichweite nach NEFZ                    | 180 km                          | 188 km                          |
| Reichweite nach NEFZ                                | 800 km                          | 892 km                          |
| Abgasnorm                                           | China VI                        | China VI                        |